# سام كامباجنا
سام كامباجنا (بالإنجليزية: Sam Campagna)‏ هو لاعب كرة قدم بريطاني في مركز الدفاع، ولد في 19 نوفمبر 1980 في ورسستر في المملكة المتحدة. لعب مع سويندون تاون ونادي باث سيتي.

## وصلات خارجية
- سام كامباجنا على موقع Soccerbase.com (لاعب) (الإنجليزية)